# Kliffküste

Schema einer Kliffküste, wie sie sich auch an der deutschen Ostseeküste findet.

Die Kliffküste, auch Abbruchküste oder Abrasionsküste genannt, bezeichnet eine Küstenform, die durch das Wirken der Meeresbrandung auf eine Steilküste gestaltet wird.

## Etymologie
Es handelt sich um ein romanisches Lehnwort, das seinen Ursprung in den lateinischen Formen clivus / clevus (Abhang) hat. Über ihre mittelniederdeutschen Formen ist die Bezeichnung etymologisch verwandt mit Klippe und den Kliff-Namen des Binnenlands.

## Bildung

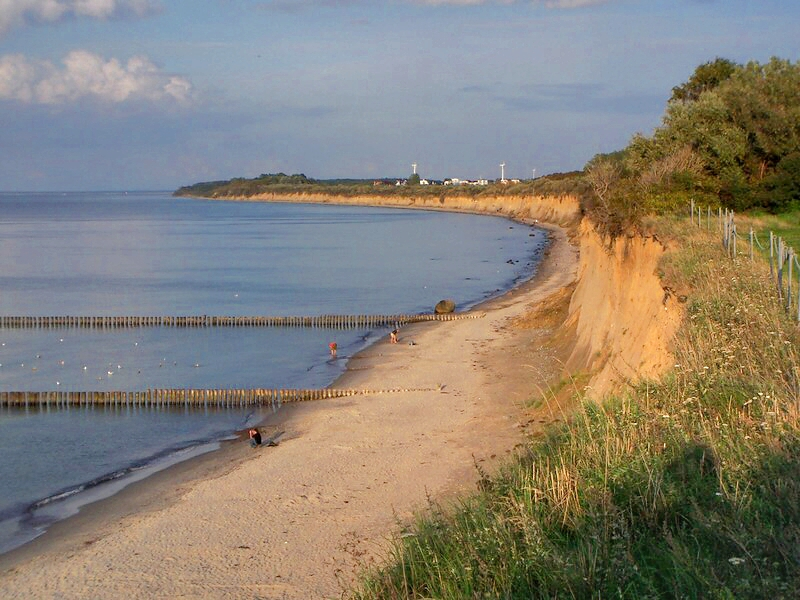
Steilküste bei Nienhagen (Landkreis Rostock)

Durch die ständige Arbeit der Meeresbrandung, der Abrasion, entsteht an Küsten, an denen das Festland in relativ steilem Winkel unter die Meeresoberfläche taucht, das Kliff. Hier findet ein ständiger Hangabtrag statt. Die Meereswellen prallen an den Fuß der Steilküste, wo sie das Kliff aufgrund ihrer anhaltenden Abrasionswirkung aushöhlen. Diese Höhlung wird als Brandungshohlkehle bezeichnet. Das Kliff oberhalb der Hohlkehle wird weniger stark angegriffen und bildet deshalb einen immer stärker ausgeprägten Überhang, bis dessen Eigengewicht ihn zum Abrutschen bringt. Das abgerutschte Material kommt vor dem Kliff zum Liegen und wird durch die Wellentätigkeit weiter aufgearbeitet und/oder abgeführt. Durch all diese Vorgänge wird die Küste ins Landesinnere rückversetzt. Die Geschwindigkeit, in der dies geschieht, hängt insbesondere von der Stärke der Brandung, der Höhe des Kliffs, der Anzahl der Sturmfluten und der Erosionsresistenz des Materials, aus dem das Kliff besteht, ab. So verschiebt sich die mecklenburgische Küste um ca. 25 cm, das Kreidekliff an der Kanalküste Südenglands aber nur um 0,5 cm pro Jahr landeinwärts. Kliffküsten bilden sich in anstehendem Lockermaterial aus, wie beispielsweise beim Roten Kliff auf Sylt, können aber genauso gut in festem Gestein entstehen, wie bei den Buntsandsteinfelsen von Helgoland. Jedoch gibt es zwischen erst- und letztgenannten gewisse Unterschiede bezüglich der Gestalt der Küste.

## Besonderheiten von Felsenkliffküsten

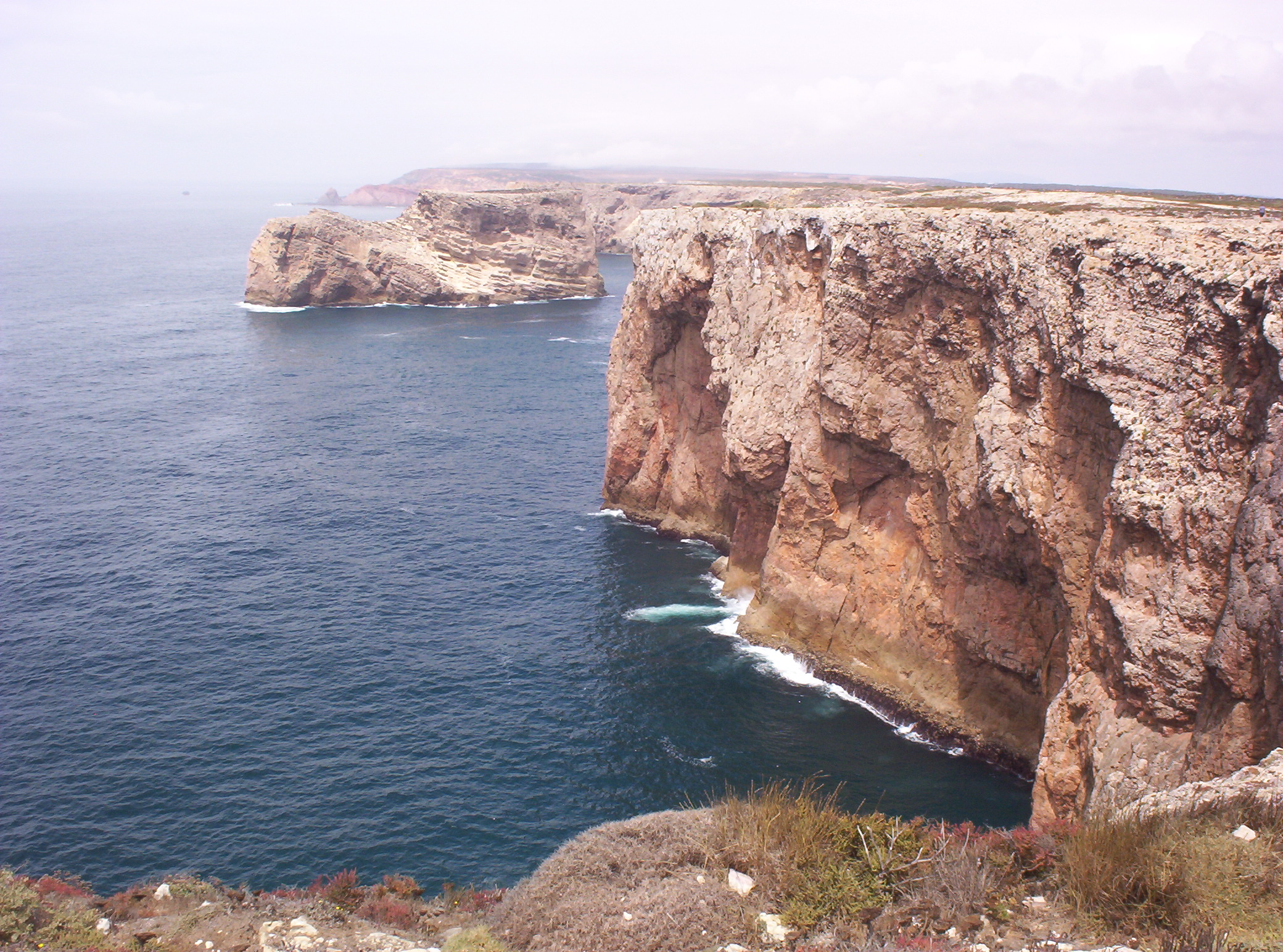
Felsenkliff und großer Brandungspfeiler (im Bildmittelgrund) an der Südwestküste Portugals

An Felsenkliffküsten aus relativ erosionsbeständigem Material wie Sandstein, Kalkstein oder Granit bildet sich vor dem Kliff die sogenannte Abrasionsplatte oder Felsschorre aus. Sie repräsentiert den unterhalb der Wasserlinie erhaltenen Fuß des Felsenkliffs. An Küsten mit ausgeprägten Gezeiten fällt sie regelmäßig trocken und bildet ein Felswatt. Bei einer tektonischen Hebung der Küste können diese Abrasionsflächen als Küstenterrassen aufsteigen, an deren Höhenlage relativ zum Meeresspiegel sich unter Berücksichtigung der eustatischen Meeresspiegelschwankungen der Betrag der erfolgten Hebung ablesen lässt. An Kliffküsten, deren Steilufer aus Lockermaterial, wie Sand oder Lehm, oder aus relativ leicht erodierbarem Gestein, wie Tonstein, besteht, bildet sich keine Abrasionsplattform, sondern ein Strand aus.
Trifft die Brandung auf einen Vorsprung einer relativ erosionsbeständigen Felsenkliffküste, bilden sich durch die Beugung der Wellen an beiden Seiten des Vorsprungs Hohlkehlen aus. Durch diesen Vorgang können Bogenfelsen entstehen. Stürzt der Bogen ein, bleibt ein dem eigentlichen Kliff vorgelagerter Restfelsen stehen, der als Brandungspfeiler bezeichnet wird. Das bekannteste Beispiel in Deutschland ist die Lange Anna auf Helgoland.
Zudem ist, im Gegensatz zu Küsten mit Kliffen aus Lockermaterial, die mechanische Abrasionswirkung der Brandung nicht der einzige wichtige Mechanismus, der zum Landeinwärtsschreiten der Küstenlinie führt. Annähernd genauso bedeutend sind dort die allgemeinen Mechanismen der Verwitterung.

## Lebende und tote Kliffe
Als lebendes Kliff wird ein Abschnitt einer Kliffküste bezeichnet, der aktiv durch das Meer erodiert und rückversetzt wird. Ein totes Kliff (Ruhekliff) hingegen wird nur noch von sehr hohen Meereswellen oder Sturmfluten erreicht und ist deswegen in erster Linie nur noch der Verwitterung unterworfen. Tote Kliffs können entstehen, wenn durch das Rückschreiten des Kliffs die vorgelagerte Brandungsplattform vor der Steilküste irgendwann so breit wird (rund 1000 m), dass die Wellenenergie nicht mehr ausreicht, das Kliff effektiv zu erodieren. Auch tektonische Hebungen oder ein Absinken des Meeresspiegels können ein Kliff inaktivieren. Ein deutlicher Hinweis auf die geringe Aktivität am toten Kliff ist etwa eine Vegetationsdecke, die sich dank nachlassender Brandung im Kliffbereich erst ausbilden kann.
Bekannte Küsten in Deutschland mit einem lebenden Kliff sind das Rote Kliff in Kampen auf Sylt oder der Kreidefelsen auf Jasmund. Der Königsstuhl auf Rügen ist ein Beispiel für ein totes Kliff. Weitere finden sich in den Bereichen der heutigen Wattenküste der Nordsee mehrere Kilometer im Landesinneren. Diese zeigen die ehemalige Küstenlinie an, von der das Meer durch Absinken des Nordseepegels immer weiter zurückwich.